# ديريك بيل (سائق سباقات)
ديريك بيل (بالإنجليزية: Derek Bell)‏ مواليد 31 أكتوبر 1941 في ميدلسكس، إنجلترا، المملكة المتحدة، هو سائق فورملا 1 بريطاني بدأ مسيرته الاحترافية سنة 1968. كان أول سباق له هو جائزة إيطاليا الكبرى 1968. خاض خلال مسيرته 16 سباقاً.

## سباقات شارك فيها
- بطولة العالم للسيارات الرياضية

## روابط خارجية
- ديريك بيل على موقع eWRC-results.com (الإنجليزية)